# Hoya wrayi
Hoya wrayi är en oleanderväxtart som beskrevs av George King och Gamble. Hoya wrayi ingår i släktet Hoya och familjen oleanderväxter. Inga underarter finns listade i Catalogue of Life.